# 은징가 프레스콧
은징가 프레스콧(영어: Nzingha Prescod, 1992년 8월 14일 ~ )은 미국의 펜싱 선수로 주 종목은 플뢰레이다. 2012년 하계 올림픽에서 그녀는 여자 플뢰레 개인전과 단체전에 출전하였다. 그러나, 그녀는 개인전 32강에서 헝가리의 모허메드 어이더에게 패하였고, 단체전에서는 6위를 기록하였다. 그녀는 컬럼비아 대학교를 2014년에 졸업할 예정이다.